# Прииртышское сельское поселение (Омская область)
Прииртышское се́льское поселе́ние — муниципальное образование в Таврическом районе Омской области Российской Федерации.
Административный центр — село Прииртышье.

## История
Статус и границы сельского поселения установлены Законом Омской области от 30 июля 2004 года № 548-ОЗ «О границах и статусе муниципальных образований Омской области».

## Население
| 2010  | 2011  | 2012  | 2013  | 2014  | 2015  | 2016  |
| ----- | ----- | ----- | ----- | ----- | ----- | ----- |
| 1523  | ↗1528 | ↘1508 | ↗1524 | ↘1515 | ↘1512 | ↘1508 |
| 2017  | 2018  | 2019  | 2020  | 2021  | 2023  |       |
| →1508 | ↘1480 | ↘1468 | ↘1459 | ↘1440 | ↘1407 |       |

## Состав сельского поселения
| № | Населённый пункт | Тип населённого пункта       | Население |
| - | ---------------- | ---------------------------- | --------- |
| 1 | Прииртышье       | село, административный центр | ↗1412     |
| 2 | Сосновка         | деревня                      | ↘111      |